# Lycium barbinodum
Lycium barbinodum är en potatisväxtart som beskrevs av John Miers. Lycium barbinodum ingår i släktet bocktörnen, och familjen potatisväxter. Inga underarter finns listade i Catalogue of Life.